# Adékambi Olufadé
Adékambi Olufadé   (Lomé, 7 de gener de 1980) és un exfutbolista togolès de la dècada de 2000.
Fou internacional amb la selecció de futbol de Togo amb la qual participà a la Copa del Món de futbol de 2006. Pel que fa a clubs, destacà a OSC Lille i OGC Nice.